# Shimian
Shimian (en chino, 石棉; pinyin, Shímián) es un condado bajo la administración directa de la ciudad-prefectura de Ya'an. Se ubica en la provincia de Sichuan, centro-sur de la República Popular China. Su área es de 2678 km² y su población total para 2010 superó los 120 mil habitantes. 

## Administración
Desde diciembre de 2019, el  Condado Shimian se divide en 12 pueblos que se administran en 1 subdistrito, 3 poblados, 3 villas y 5 villas étnicas. 

## Toponimia
El topónimo Shimian surgió en 1951, cuando se creó el condado a partir de territorios pertenecientes a Mianning, Yuexi y Hanyuan. Esta región es famosa por sus abundantes recursos minerales, en particular el asbesto, que en chino se denomina shímián, de ahí su nombre.